# بيضة فابرجي

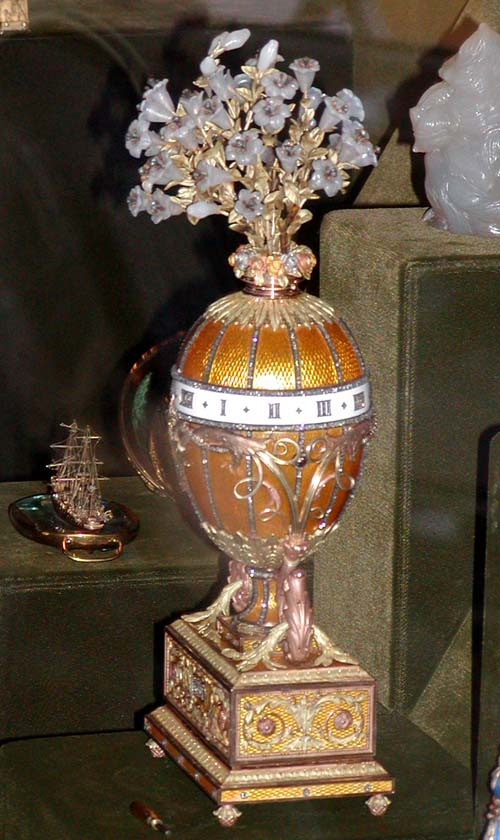
بيضة الزنابق للسيدة العذراء؛ صنعها فابرجي في 1899 للقيصر نيقولا الثاني.

بيضة فابرجي بيض فابرجي هي مصنوعات صياغة ثمينة من صنع الصائغ الروسي بيتر كارل فابرجيه. ان أهم البيضات التي صنعتها دار الصياغة فابرجي كانت موجهة للقيصر الروسي نيقولا الثاني و نيقولا الثالث و التي كانت تهدى لزوجتيهما الكسندرا فيدوروفنا و ماريا فيدوروفنا في عيد الفصح. من الخمسين بيضة المصنوعة بقيت 42 بيضة، هناك بيضتان تم طلبهما و لكنهما لم يصلا إلى طالبيهما و هما كاريليا كما ان هناك 7 بيضات كبيرة صنعت من أجل عائلة كلش في موسكو.
هذه البيضات مصنوعة من معادن ثمينة أو أحجار صلبة مزينة بزخارف من المينا و الأحجار الكريمة. إن مصطلح بيضة فابرجي أصبح مرادفا للبذخ، اعتبرت هذه البيضات قمة إبداع في فن الصياغة. تعتبر بيضات الفصح فابرجي القيصرية آخر أكبر طلبية هامة للتحف الفنية.